# Barleria obtusa
Barleria obtusa là một loài thực vật có hoa trong họ Ô rô. Loài này được Nees mô tả khoa học đầu tiên năm 1841.

## Hình ảnh

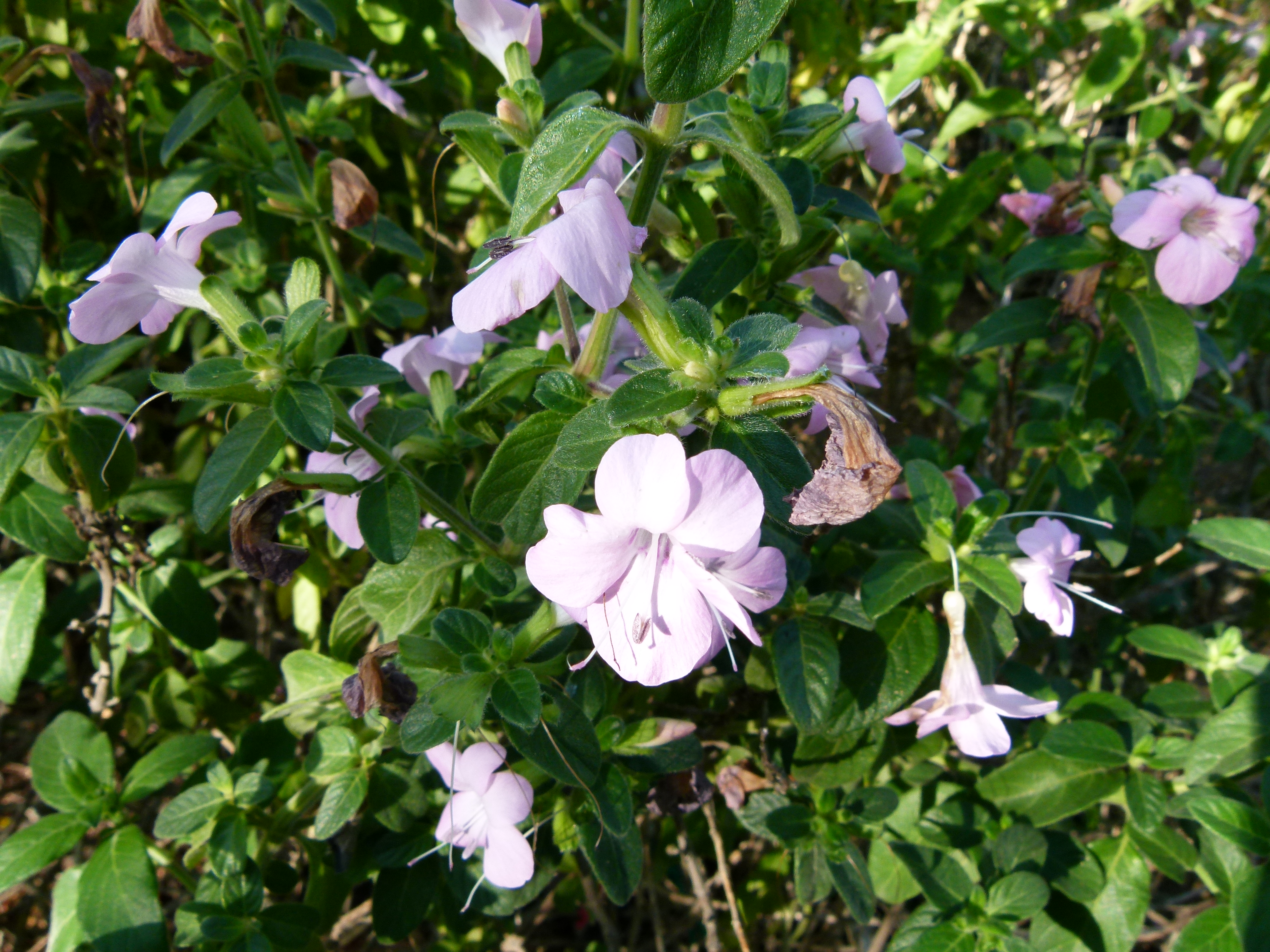